# Міка Пюоряля
Міка Пюоряля, Пюьоряля (фін. Mika Pyörälä; 13 липня 1981, м. Оулу, Фінляндія) — колишній фінський хокеїст.
Вихованець хокейної школи «Кярпят» (Оулу). Виступав за «Кярпят» (Оулу), ХК «Тімро», «Філадельфія Флайєрс», «Адірондак Фантомс» (АХЛ), «Фрелунда» (Гетеборг), «Амур» (Хабаровськ), Кярпят Оулу.
В чемпіонатах НХЛ — 36 матчів (2+2). У чемпіонатах Фінляндії провів 484 матчі (126+128), у плей-оф — 108 матчів (29+30). В чемпіонатах Швеції — 234 матчі (79+77), у плей-оф — 37 матчів (10+9).
У складі національної збірної Фінляндії учасник чемпіонатів світу 2007, 2008, 2009, 2011 і 2012 (41 матч, 3+5). 
Досягнення
- Чемпіон світу (2011), срібний призер (2007) бронзовий призер (2008)
- Чемпіон Фінляндії (2004, 2007), срібний призер (2003), бронзовий призер (2010).